# Šim'on Garidi
Šim'on Garidi (hebrejsky: שמעון גרידי;‎ 1. prosince 1912 – 16. ledna 2003) byl sionistický aktivista, izraelský politik a poslanec Knesetu za strany Jemenitské sdružení, Všeobecní sionisté a opět Jemenitské sdružení.

## Biografie
Narodil se ve městě Dhamar v tehdejší Osmanské říši (dnes Jemen). V roce 1920 přesídlil do dnešního Izraele. Vystudoval střední školu v Tel Avivu a blízkovýchodní a židovská studia na Hebrejské univerzitě. V letech 1932–1944 působil jako učitel hebrejštiny.

## Politická dráha
Angažoval se v mládežnickém hnutí jemenitských Židů Bnej Šalom v Jeruzalému a byl tajemníkem ústředního výboru Jemenitského sdružení v letech 1940–1944. V izraelském parlamentu zasedl po volbách v roce 1951 na kandidátce Jemenitského sdružení. To se v průběhu následného funkčního období sloučilo se stranou Všeobecní sionisté, ale pak se znovu osamostatnilo. Byl členem parlamentního výboru pro vzdělávání a kulturu, výboru práce a výboru House Committee.